# Sự sống trên Titan

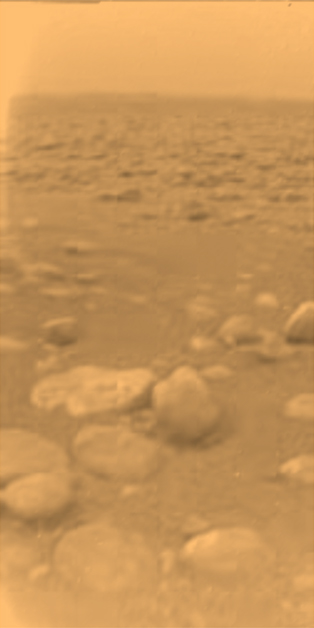
Bề mặt Titan

Liệu có sự sống trên Titan, vệ tinh tự nhiên lớn nhất của Sao Thổ, hiện là câu hỏi đang bỏ ngỏ và là chủ đề đánh giá, nghiên cứu khoa học. Titan lạnh hơn nhiều so với Trái Đất, nhưng trong số tất cả các nơi trong hệ Mặt Trời, Titan là nơi duy nhất ngoài Trái Đất được biết là có chất lỏng ở dạng sông, hồ và biển trên bề mặt của vệ tinh này. Bầu khí quyển dày đặc của Titan giàu hợp chất carbon. Trên bề mặt Titan có các vật thể nhỏ và lớn của cả methan và ethan lỏng, và có khả năng là có một lớp nước lỏng bên dưới lớp vỏ băng của Titan. Một số nhà khoa học suy đoán rằng những hỗn hợp chất lỏng này có thể cung cấp hóa chất tiền sinh học cho các tế bào sống khác với tế bào trên Trái Đất.
Các nhà khoa học cho rằng khí quyển của Trái Đất lúc đầu tương đối giống với khí quyển của Titan hiện tại. Nhiều giả thuyết đã cố gắng tìm những gạch nối giữa các thành phần hóa học trong khí quyển Titan hiện nay và khả năng xuất hiện sự sống.
Thí nghiệm Miller-Urey và một số thí nghiệm khác sau đó cho thấy, với khí quyển như khí quyển của Titan, nếu có thêm tác dụng của tia tử ngoại thì một số chất hữu cơ phức tạp có thể được hình thành. Đó có thể là một số hợp chất polyme như tholin. Quá trình phản ứng bắt đầu với việc phân rã nitrogen và metan để hình thành hydrocyan và ethyne. Các nhà khoa học vẫn đang tiếp tục nghiên cứu về vấn đề này.
Những thí nghiệm nói trên đã đặt ra câu hỏi: liệu những chất hóa học tìm thấy trên bề mặt Titan đã đủ để hình thành sự sống giống như quá trình tương tự trên Trái Đất hay chưa? Nếu có một quá trình tương tự như thế, Titan cần phải có nước thể lỏng tồn tại tương đối ổn định và lâu dài trên bề mặt. Mặc dù không quan sát được sự tồn tại như vậy của nước trên bề mặt Titan, người ta vẫn đưa ra giả thuyết lạc quan rằng nước sinh ra do các thiên thạch rơi xuống Titan được bảo tồn dưới một lớp băng phía ngoài. Người ta cũng cho rằng amonia ở dạng lỏng có thể tồn tại phía dưới bề mặt của vệ tinh. Một giả thuyết cho rằng bên dưới lớp băng đá phía trên có thể là một lớp hỗn hợp nước - amonia. Mặc dù điều kiện trong một môi trường như vậy là vô cùng khắc nghiệt, khi so với điều kiện trên Trái Đất, nhưng vẫn có thể tồn tại sự sống. Trao đổi nhiệt giữa phần lõi và lớp vỏ của vệ tinh là yếu tố then chốt cho khả năng có tồn tại sự sống trong lòng Titan hay không.
Việc phát hiện cuộc sống vi khuẩn trên Titan có thể phụ thuộc vào các hiệu ứng phát sinh sinh vật của nó. Ví dụ khí methane và nitơ trong khí quyển là nguồn gốc sự sống sinh vật đã được xác định. Hydro đã được coi là một phân tử thích hợp để thử nghiệm sự sống trên Titan: nếu sự sống phát sinh từ methane sử dụng một lượng đáng kể khí hydro, nó sẽ gây một hiệu ứng đo được trong tỷ lệ pha trộn của tầng đối lưu.
Dù có những khả năng cuộc sống sinh vật như vậy, có rất nhiều cản trở cho cuộc sống trên Titan, và bất kỳ sự tương tự nào với Trái Đất đều không chính xác. Với khoảng cách to lớn tới Mặt Trời, Titan lạnh lẽo (một sự thực càng tăng thêm với hiệu ứng nhà kính ngược của những đám mây bao phủ nó), và bầu khí quyển của nó không có CO2. Dù có những khó khăn như vậy, chủ đề cuộc sống trên Titan có thể được miêu tả chính xác nhất như một cuộc thực nghiệm chứng minh các lý thuyết về các điều kiện cần thiết trước khi cuộc sống phát sinh trên Trái Đất. Tuy cuộc sống có thể không tồn tại, các điều kiện tiền sinh vật của môi trường Titan, và khả năng hiện diện của hóa chất hữu cơ, vẫn là một chủ đề gây hứng thú để tìm hiểu buổi đầu lịch sử sinh quyển Trái Đất. Sử dụng thực nghiệm tiền sinh học Titan không chỉ liên quan tới việc thám sát bằng tàu vũ trụ, mà cả thực nghiệm trong phòng thí nghiệm và các mô hình hóa học và quang hóa trên Trái Đất.
Một giải thích khác cho sự tồn tại lý thuyết của cuộc sống trên Titan đã được đưa ra: nếu sự sống được tìm thấy trên Titan, về mặt thống kê nó dường như sẽ có nguồn gốc từ Trái Đất chứ không phải xuất hiện một cách độc lập, một quá trình được gọi là tha sinh. Nó đặt giả thiết rằng những vụ va chạm thiên thạch lớn và sao chổi trên bề mặt Trái Đất có thể khiến hàng triệu mảnh đá chứa đầy vi khuẩn bay lên thoát khỏi lực hút Trái Đất. Các tính toán cho thấy một số viên đá đó có thể va chạm với các thiên thể trong hệ Mặt Trời, gồm cả Titan.
Các điều kiện trên Titan có thể trở nên thích hợp hơn cho sự sống trong tương lai. Sáu tỷ năm nữa, khi Mặt Trời trở thành sao khổng lồ đỏ, các nhiệt độ bề mặt có thể tăng lên ~200K, đủ lớn để các đại dương hỗn hợp nước/ammonia tồn tại ổn định trên bề mặt. Khi lượng phát xạ tia cực tím của Mặt Trời giảm đi, lớp sương phía trên khí quyển Titan sẽ mất đi, làm giảm hiệu ứng nhà kính ngược trên bề mặt và cho phép hiệu ứng nhà kính được tạo ra do methane khí quyển đóng một vai trò quan trọng hơn. khi các điều kiện đó cùng hoạt động có thể tạo ra một môi trường thích hợp cho các dạng sự sống ngoại lai, và sẽ tồn tại trong hàng trăm triệu năm, đủ lâu để ít nhất một dạng sự sống nguyên thủy hình thành.
Tuy phi vụ Cassini–Huygens không được trang bị để tìm bằng chứng về các hợp chất hữu cơ sinh học, nó thực sự cho thấy lý thuyết về một môi trường trên Titan, ở một số mặt, tương tự với môi trường nguyên thủy trên Trái Đất là có thể.
Có rất nhiều lựa chọn cho các phi vụ tương lai tới Titan để tìm hiểu những vấn đề đó và cả những vấn đề khác nữa, có thể sử dụng tàu vũ trụ quỹ đạo, đổ bộ, khí cầu,...